# 阿尔卡季·约瑟夫维奇·瓦克斯贝格
阿尔卡季·约瑟夫维奇·瓦克斯贝格（俄语：Арка́дий Ио́сифович Ва́ксберг，1927年11月11日—2011年5月8日），苏联的调查记者、专栏作家、电影制作人、剧作家，最著名的就是撰文揭露勃列日涅夫家族的腐败。